# Francesco Cossiga
Francesco Maurizio Cossiga (n. 26 iulie 1928, Sassari, Italia – d. 17 august 2010, Roma, Italia) a fost un politician creștin-democrat italian, premier al Italiei între 4 august 1979 - 18 octombrie 1980, apoi al optulea președinte al Italiei, în funcție în perioada 3 iulie 1985 - 28 aprilie 1992.